# Bernard Membe

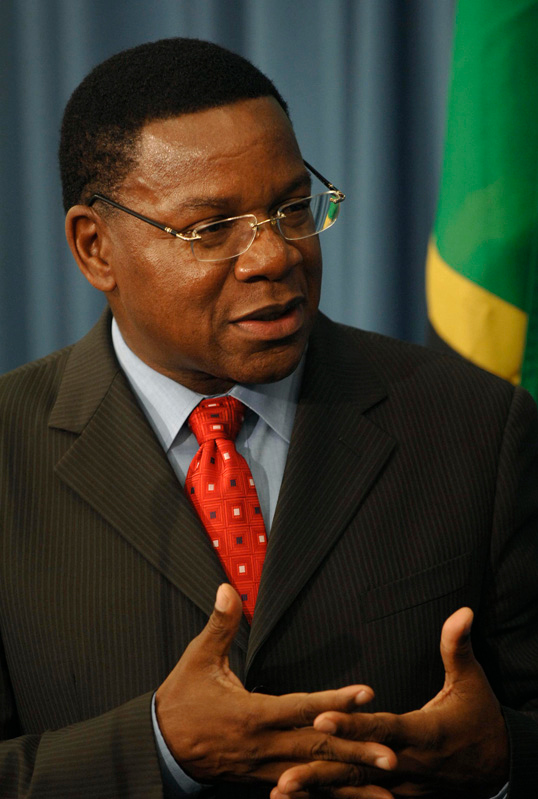
Bernard Membe 2009

Bernard Kamilius Membe (* 9. November 1953; † 12. Mai 2023 in Daressalam) war ein tansanischer Politiker.

## Biografie
Membe, ein Mitglied der früheren Einheitspartei Tansanias Chama Cha Mapinduzi (CCM), wurde 1977 Analyst für Fragen der Verteidigung und Nationalen Sicherheit im Büro des damaligen Präsidenten Julius Nyerere. Diese Tätigkeit übte er auch unter Nyereres Nachfolger Ali Hassan Mwinyi bis 1990 aus. In dieser Zeit absolvierte er von 1981 bis 1984 auch ein Studium an der University of Dar es Salaam, das er mit einem Bachelor of Arts (B.A.) abschloss. Nach Beendigung der Tätigkeit im Büro des Präsidenten absolvierte er zwischen 1990 und 1992 ein Postgraduiertenstudium an der Johns Hopkins University (JUH) in Baltimore, USA, welches er mit einem Master of Arts (M.A.) in Internationalen Beziehungen beendete. Nach seiner Rückkehr nach Tansania trat er 1992 in den Dienst des Ministeriums für Auswärtigen Angelegenheiten und Internationale Kooperation, in dem er bis 2000 als Berater tätig war.
2005 begann er seine politische Laufbahn mit der Wahl zum Abgeordneten des Parlaments, in dem er bis 2015 als Mitglied der CCM den Wahlkreis Mtama vertrat.
2006 wurde er zunächst Stellvertretender Innenminister und noch im gleichen Jahr Stellvertretender Minister für Energie und Mineralienressourcen. Am 11. Januar 2007 ernannte ihn Präsident Jakaya Kikwete zum Minister für Auswärtige Angelegenheiten und Internationale Kooperation im Kabinett von Premierminister Edward Lowassa. Dieses Amt übte er seitdem auch unter Lowassas Nachfolger Mizengo Pinda seit Februar 2008 aus. Das Amt des Außenministers bekleidete er bis zu einer von Präsident John Magufuli am 10. Dezember 2015 angekündigten Kabinettsumbildung, woraufhin Augustine Mahiga neuer Außenminister und Charles Kitwanga Innenminister wurde, während Hussein Mwinyi Verteidigungsminister blieb. Am 23. Dezember 2015 wurde zudem Philip Mpango zum neuen Finanzminister ernannt.